# Ahmès-Hénouttamehou
Pour les articles homonymes, voir Ahmès.
Ahmès-Hénouttamehou (Née de la Lune ; maîtresse de la Basse-Égypte) est une princesse de la fin de la XVIIe, début de la XVIIIe dynastie ; elle est la demi-sœur du roi Ahmôsis Ier, fondateur de la XVIIIe dynastie, qu’elle pourrait avoir également épousé.
Ahmès-Hénouttamehou figure dans la liste des ancêtres royaux adorés durant la XIXe dynastie. Elle apparaît notamment dans le tombeau de Khâbekhnet à Deir el-Médineh (Thèbes).
Dans la rangée du haut, le prince Ahmosé-Sipair apparaît sur la gauche, et Ahmès-Hénouttamehou apparaît comme la quatrième femme de gauche sur la représentation ci-contre.

## Généalogie
Ahmès-Hénouttamehou est la fille du roi Seqenenrê Tâa et de son épouse Ahmès-Inhapy. Ses titres comprennent « Fille du roi » (Sȝt-niswt), « Sœur du roi » (Snt-niswt), ou plus rarement « Épouse du roi » (Hmt-nisw) et « Grande épouse royale » (Hmt-niswt-wrt).

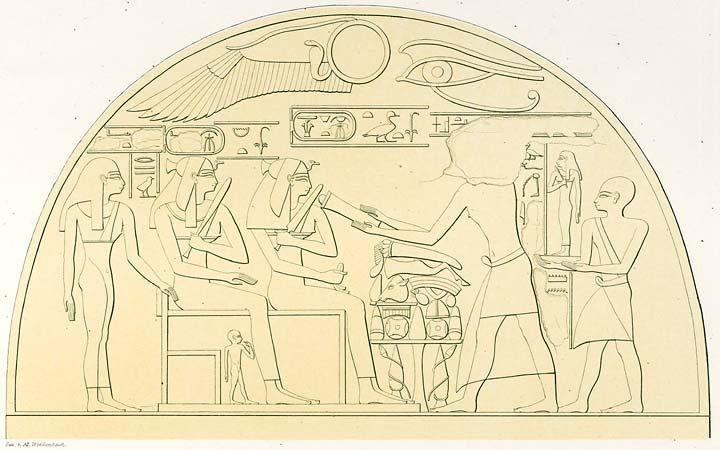
Ahmès-Henouttamehou est représenté avec une autre dame royale —peut-être sa mère Ahmès-Inhapy— derrière elle.

Il existe sept documents archéologiques assurés portant le nom de cette princesse :
- une stèle du début de la XVIIIe dynastie (référencée UC 14218), sur laquelle elle est fille du roi et sœur du roi ;
- un fragment de stèle de la même époque, conservée au musée d’Odessa, où elle est titrée fille du roi ;
- une représentation dans la tombe thébaine TT23, datée du milieu de la XVIIIe dynastie dans laquelle elle est également fille du roi ;
- la liste des ancêtres royaux de la tombe de Khâbekhnet à Deir el-Médineh, datée du règne de Ramsès II (XIXe dynastie), où elle apparaît désormais sous le titre de grande épouse du roi ;
- une seconde liste royale, dans la tombe d’Inherkhâou (TT359) à Deir el-Médineh (fin de la XIXe dynastie), où elle est nommée sans aucun titre ;
- les inscriptions en hiératique retrouvées en deux endroits sur la momie de la princesse (XXIe dynastie). Elle y est d’une part fille du roi et sœur du roi, et d’autre part fille du roi, sœur du roi et épouse du roi ;
- un sarcophage, initialement de la XVIIIe dynastie, réutilisé à la XXIe dynastie, où elle porte les titres de fille du roi et sœur du roi[5].

Si la documentation contemporaine de la princesse indique clairement sa filiation, elle n’est cependant désignée comme épouse du roi qu’en deux occurrences, sur des listes ramessides par ailleurs souvent fautives et établies plus de trois siècles après sa mort. Aussi, bien que plusieurs spécialistes la présente comme l’une des épouses d’Ahmôsis Ier, le fait n’est pas établi.
Peu de choses sont connues par ailleurs sur la vie d'Ahmès-Hénouttamehou.

## Sépulture
La momie d'Ahmès-Hénouttamehou a été découverte en 1881 dans son propre cercueil dans la tombe DB320 ; elle est maintenant au musée égyptien du Caire. Elle a été examinée par Gaston Maspero en décembre 1882. Hénouttamehou était une vieille femme quand elle est morte, avec des dents usées.